# Quartissimo
Quartissimo é um grupo musical proveniente da Eslovénia.

## Festival Eurovisão da Canção
Quartissimo foi o grupo musical escolhido a 1 de Fevereiro de 2009, pela Eslovénia para representar o país em Moscovo, naquele que será o Festival Eurovisão da Canção 2009.